# Chila de Enríquez
Chila de Enríquez är en ort i Mexiko.   Den ligger i kommunen Texcatepec och delstaten Veracruz, i den sydöstra delen av landet, 150 km nordost om huvudstaden Mexico City. Chila de Enríquez ligger 1 236 meter över havet och antalet invånare är 250.
Terrängen runt Chila de Enríquez är varierad. Runt Chila de Enríquez är det ganska glesbefolkat, med 32 invånare per kvadratkilometer. Närmaste större samhälle är Tlachichilco, 15,7 km öster om Chila de Enríquez. I omgivningarna runt Chila de Enríquez växer i huvudsak städsegrön lövskog.